# Rio Guadalupe (Texas)
O rio Guadalupe é um importante rio costeiro dos Estados Unidos, cujo percurso está integralmente no centro-sul do Texas. Nasce no condado de Kerr e desagua na baía de San Antonio, no golfo do México. O rio é um destino popular para desportos radicais, como descidas em caiaque e canoa. 
As cidades principais banhadas pelo Guadalupe são New Braunfels, Kerrville, Seguin, Gonzales, Cuero e Victoria, esta última a maior entre elas. O Guadalupe tem diversas barragens, sendo a principal a que forma o Canyon Lake (de 33,3 km² de superfície), a noroeste de New Braunfels.
O rio San Antonio é seu afluente a norte de Tivoli. Antes da sua foz estuarina na Baía de San Antonio, o Guadalupe forma um delta e divide-se em dois distributários, as partes norte e sul, que seguem ambas para a Baía de Guadalupe.
O rio é propenso a enchentes repentinas, sendo a mais mortífera a que ocorreu em julho de 2025, que causou a morte de pelo menos 82 pessoas.

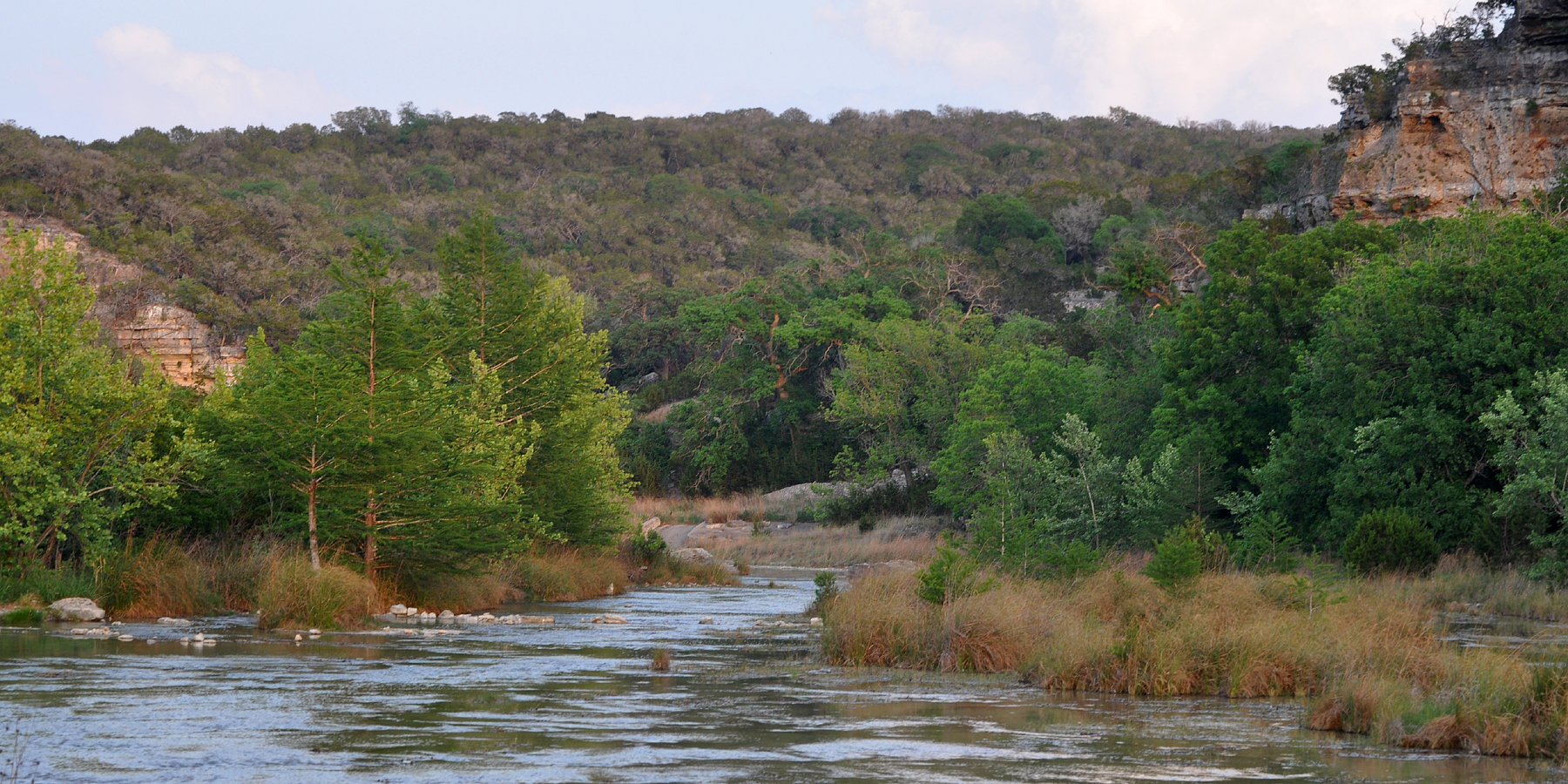
No condado de Kerr
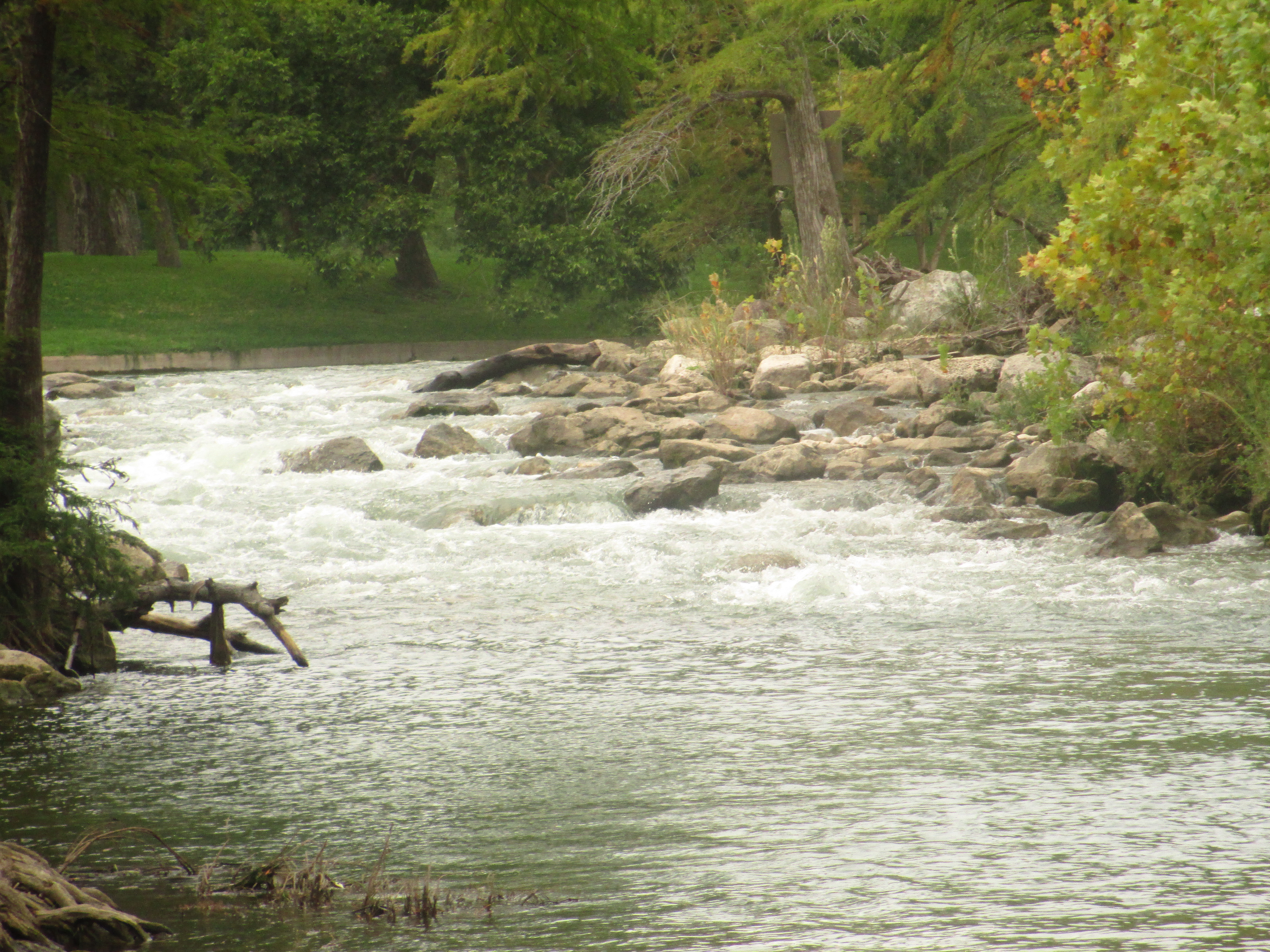
Em Gruene
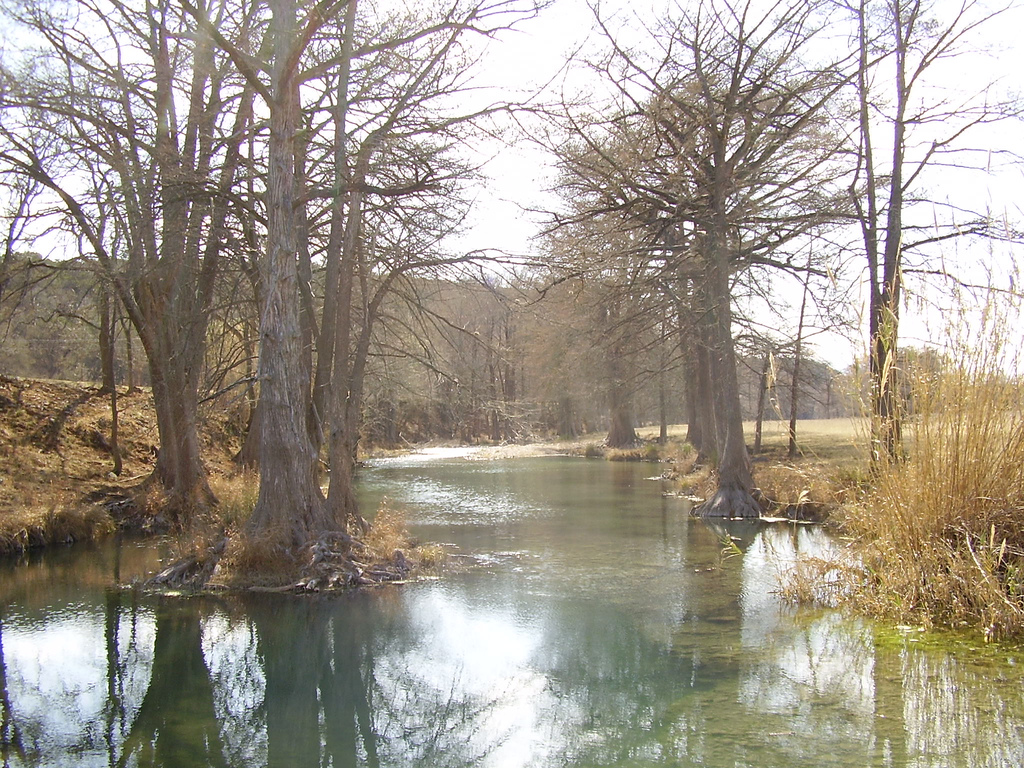
Perto de Hunt
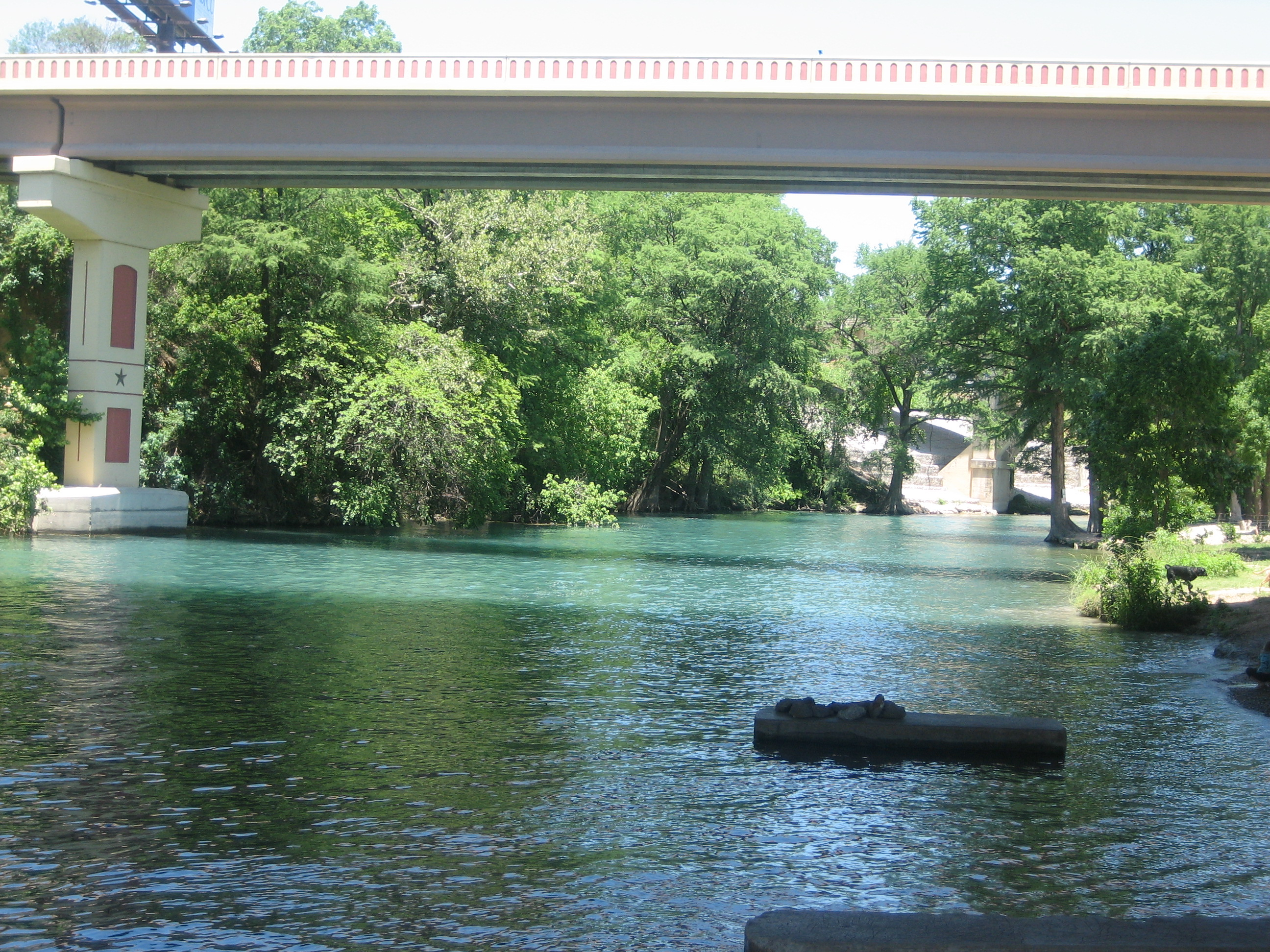
Cruzamento com a Interstate 35 em New Braunfels
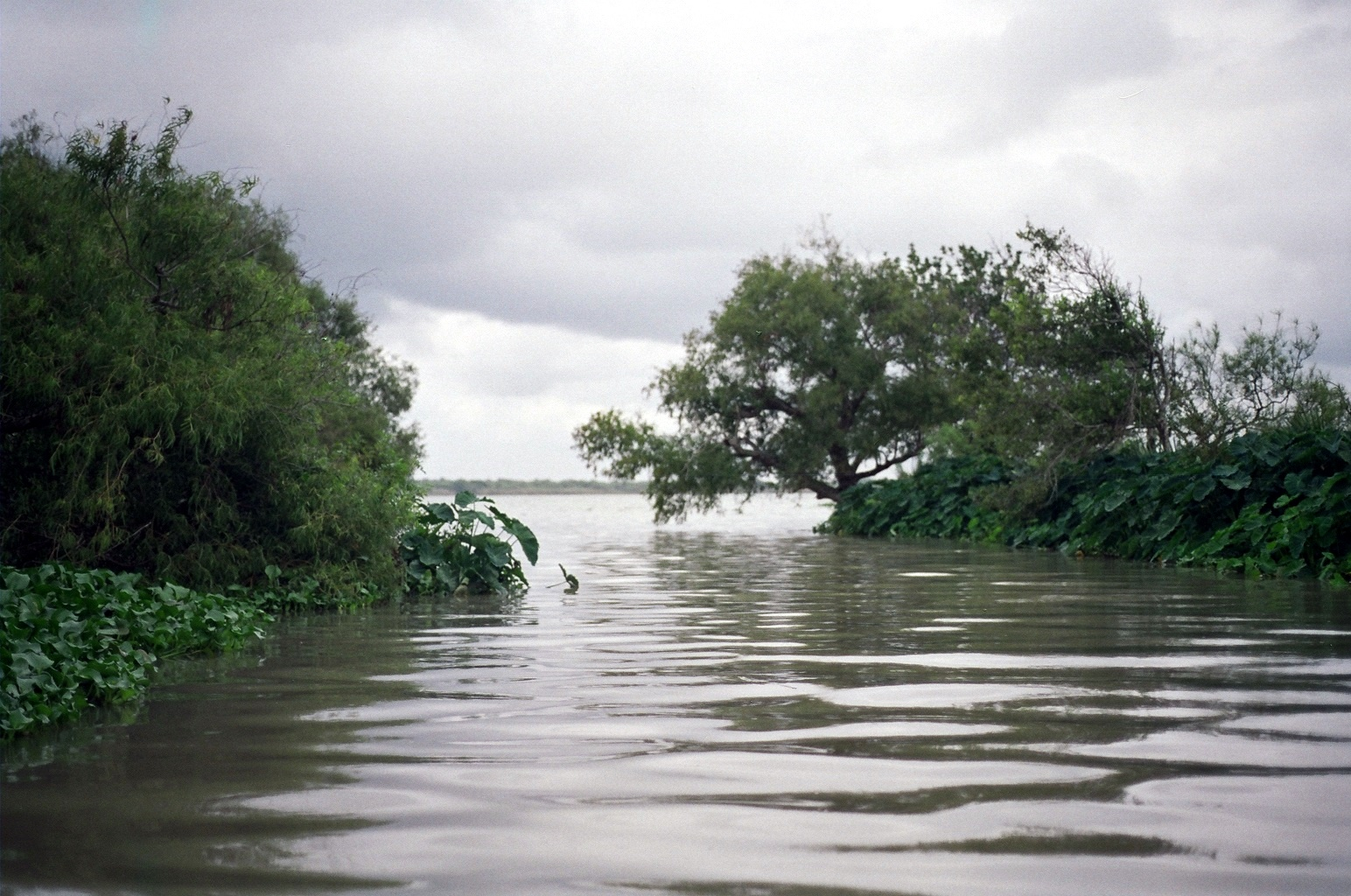
Foz do South Guadalupe na Baía de Guadalupe